# Melatonin (Lied)
Melatonin ist ein Lied der deutschen Pop- und Schlagersängerin Vanessa Mai, in Kooperation mit dem deutschen Rapper ART. Das Stück ist die dritte Singleauskopplung aus Mais achtem Studioalbum Metamorphose.

## Entstehung und Artwork
Melatonin wurde von den Interpreten ART und Vanessa Mai selbst, zusammen mit den Koautoren Christoph Cronauer, Daniel Cronauer, Niklas Esterle, Evgenij Kazakov, Marco Tscheschlok (Takt32) und Matthias Zürkler (B-Case) geschrieben. Die Produktion erfolgte durch die Zusammenarbeit von B-Case und Christoph Cronauer. Das Duo war darüber hinaus auch für die Instrumentation zuständig. So ist B-Case am Bass, Keyboard sowie dem Schlagzeug und Christoph Cronauer an der Gitarre zu hören. Abgemischt wurde das Stück durch den Hip-Hop-Produzenten Samuele Frijo (Frio). Das Mastering erfolgte durch GKG Mastering in Freising, unter der Leitung von Ludwig Mayer.
Auf dem Frontcover der Single sind – neben Künstlernamen und Liedtitel – ART und Mai zu sehen. Es zeigt die beiden inmitten einer heruntergekommenen Lagerhalle. ART trägt eine schwarze Jacke und steht aufrecht hinter Mai, die sich in der Hocke vor ihm platziert hat. Mai trägt eine goldene Halskette sowie goldene Ohrringe, einen schwarzen Sport-BH und eine schwarze Sporthose von Adidas. Die Fotografie stammt vom Berliner Fotografen Viktor Schanz.

## Veröffentlichung und Promotion
Die Erstveröffentlichung von Melatonin erfolgte als digitale Single zum Download und Streaming am 18. Februar 2022. Diese erschien als Einzeltrack unter dem Musiklabel Ariola und wurde durch Sony Music Entertainment vertrieben. Verlegt wurde das Lied durch AfM Publishing, BMG Rights Management, Budde Music, Edition 23Hours, Edition Essah, Edition Teamscore, Edition Vanessa Mai, Hanseatic Musikverlag, Sony Music Publishing und Starting Lineup Music Publishing. Am 12. August 2022 erschien das Lied als Teil von Mais achtem Studioalbum Metamorphose.
ART und Mai bewarben das Lied erstmals über ihre Instagram-Kanäle am 13. Februar 2022. Sie präsentierten dabei erstmals das Frontcover der Single und einen Teaser aus dem Musikvideo. Dazu setzten sie den Kommentar: „Melatonin erscheint am Donnerstag um 23:59 Uhr“ ab. Um die Veröffentlichung weiter zu bewerben, präsentierte Mai am 14. und 16. Februar 2022 weitere Bilder vom Musikvideodreh, wobei sie zwei ihrer Outfits präsentierte. Am Tag der Singleveröffentlichung zierte das Coverbild die Spotify-Rubrik New Music Friday. Mai kommentierte dies mit den Worten: „Auf dem New-Music-Friday-Cover bei Spotify zu sein, ist die krasseste und größte Anerkennung. Allerdings mit meiner Geschichte, „da wo ich herkomme“, ist es noch tausend Mal krasser! Nachdem ich jahrelang oftmals mit Ellenbogen durch die Branche gehen musste, jetzt so einen bedingungslosen Support zu erfahren, macht mich einfach nur glücklich.“

## Hintergrund
Bei Melatonin handelt es sich bereits um die vierte Kollaboration zwischen Mai und einem Rapper. Im Jahr 2018 nahm sie zusammen mit dem deutsch-ukrainischen Rapper Olexesh das Lied Wir 2 immer 1 auf. Dieses erschien als Single am 6. Juli 2018 sowie als Teil von Mais fünftem Studioalbum Schlager. In Deutschland erreichte das Lied Rang 33 der Singlecharts und platzierte sich sechs Wochen in den Top 100. Die zweite Kollaboration war eine Zusammenarbeit mit dem deutschen Rapper Fourty. Hierbei ging das Lied Mitternacht hervor, das am 23. Oktober 2020 als Single und am 26. März 2021 als Teil von Mais siebtem Studioalbum Mai Tai erschien. Im Vergleich zu Wir 2 immer 1 verfehlte Mitternacht offizielle Chartplatzierungen. Die bislang erfolgreichste Kollaboration mit einem Rapper tätigte Mai mit dem Berliner Rapper Sido, mit dem sie das Lied Happy End aufnahm. Das Lied erschien als Single am 15. Oktober 2021 und feierte Charterfolge in allen D-A-CH-Staaten. In Deutschland belegte Happy End Rang zwölf, in Österreich Rang 24 und in der Schweiz Rang 30, womit Mai in allen drei Ländern ihre bisher besten Chartplatzierungen in den Singlecharts erzielte.

## Inhalt
Der Liedtext zu Melatonin ist in deutscher Sprache verfasst. Die Musik und der Text wurden gemeinsam von ART, B-Case, Christoph Cronauer, Daniel Cronauer, Niklas Esterle, Evgenij Kazakov, Vanessa Mai und Takt32 geschrieben beziehungsweise komponiert. Musikalisch bewegt sich das Lied im Bereich der Popmusik und des Raps. Das Tempo beträgt 90 Schläge pro Minute. Die Tonart ist F-Dur. Bei Melatonin handelt es sich um ein Hormon, welches den Tag-Nacht-Rhythmus des menschlichen Körpers steuert. Inhaltlich geht es im Lied selbst über das Ende einer Liebesbeziehung und die schlaflosen Nächte, in denen die Gedanken an den jeweils anderen einen wachhalten. Die beiden Interpreten stellen sich unter anderem die Frage, ob es sich lohnen könne, diese Beziehung noch einmal aufleben zu lassen.
Aufgebaut ist das Lied auf einem Intro, zwei Strophen und einem Refrain. Es beginnt zunächst mit dem Intro, das mit den Zeilen: „Wieder mal steh’ im Regen, doch du bist nicht da. Alles gut, wenn du bei mir bist. Lass uns vergessen, was war“ den Anfang des Stücks bildet. Das Intro wird alleine von Mai gesungen, während ART nur kurz im Hintergrund mit einem „Ey“ zu hören ist. Auf das Intro folgt die erste Strophe, die von ART gerappt wird. An die erste Strophe schließt sich der Refrain an. Dieser besteht aus vier Zeilen. Die ersten zwei Zeilen werden von beiden Künstlern interpretiert, die letzten beiden alleine von Mai. Auf den Refrain folgt die zweite Strophe, die erneut von ART gerappt wird. Nach der zweiten Strophe beginnt der Refrain zunächst mit dem sogenannten „Pre-Chorus“, der eine Wiederholung des Intros ist, bevor der Hauptteil einsetzt und das Lied zugleich damit endet.

„Fuck, ich kann wieder nicht penn’n, weil das Melatonin mich killt.

Guck’ auf den Boden und schau’ zu, wie dein Spiegelbild verschwimmt.

Vielleicht belüg’ ich mich selbst, wenn ich dir nochmal schreib’.

Obwohl du tausendmal sagtest, du hast keine Zeit, wieder mal.“

## Musikvideo
Das Musikvideo zu Melatonin feierte seine Premiere auf YouTube am 18. Februar 2022 und lässt sich in mehrere Abschnitte unterteilen. Zum einen sieht man ART und Mai, die zusammen in einer heruntergekommenen Lagerhalle das Lied singen. Eine Szene zeigt sie in einem kleineren Lagerraum, eine andere in einer großen Halle, mit zwei Autos im Hintergrund. Darüber hinaus sieht man weitere Einzelszenen der beiden. ART ist dabei mit zwei Kumpels im freien oder alleine im Auto, während es regnet, zu sehen. Mai ist bei einem vermeintlichen Date zu sehen, bei dem sie alleine am hergerichteten Tisch, inmitten der Lagerhalle sitzt sowie beim lasziven Tanzen im Regen. Am 14. Februar 2022 präsentierte Mai ein Bild, das während der Dreharbeiten zur Date-Szene entstand, mit den Worten: „Bad Valentine“ (englisch für „schlechter Valentinstag“). Die Gesamtlänge des Videos beträgt 2:20 Minuten. Regie führten der Mannheimer Mikis Fontagnier und der Berliner Jan Mroczkowski. Fontagnier führte bereits bei diversen Musikvideos von Mai Regie, darunter Happy End, Highlight (No puedo estar sin ti), Der Himmel reißt auf oder auch Sommerwind. Bis August 2022 zählte das Musikvideo über 900 Tausend Aufrufe bei YouTube.

## Mitwirkende
| Liedproduktion - Christoph Cronauer: Gitarre, Komponist, Liedtexter, Musikproduzent - Daniel Cronauer: Komponist, Liedtexter - Niklas Esterle: Komponist, Liedtexter - Samuele Frijo (Frio): Abmischung - Evgenij Kazakov: Komponist, Liedtexter - Adrian Kitzinger (ART): Begleitgesang, Komponist, Liedtexter, Rap - Vanessa Mai: Gesang, Komponist, Liedtexter - Ludwig Mayer: Mastering - Marco Tscheschlok (Takt32): Komponist, Liedtexter - Matthias Zürkler (B-Case): Bass, Keyboard, Komponist, Liedtexter, Musikproduzent, Schlagzeug Unternehmen - AfM Publishing: Verlag - Ariola: Musiklabel - BMG Rights Management: Verlag - Budde Music: Verlag - Edition 23Hours: Verlag - Edition Essah: Verlag - Edition Teamscore: Verlag - Edition Vanessa Mai: Verlag - GKG Mastering: Tonstudio - Hanseatic Musikverlag: Verlag - Sony Music Entertainment: Vertrieb - Sony Music Publishing: Verlag - Starting Lineup Music Publishing: Verlag | Visualisierung - Viktor Schanz: Fotograf (Cover) Musikvideo - Christopher Bodenstein: Oberbeleuchter - Sunny Bizness: Aufnahmeleiter, Filmproduzent - Mikis Fontagnier: Filmeditor, Regisseur, Postproduktion - Konstantinos Gkoumpetis: Stylist - Jan Lotti: Beleuchter - Ben Mayer: Make-up-Artist - Jan Mroczkowski: Filmeditor, Regisseur, Postproduktion - Senomu Sebastian Nowroth: Spezialeffekte - Tristan Richter: Lichtassistent - Tobias Rupp: Kameramann |

## Rezensionen
Das deutschsprachige Unterhaltungsmagazin Schmusa beschrieb Melatonin als entspannte Produktion mit R&B- und Urban-Pop-Vibes. ARTs entspannter Gastauftritt ergänze dabei „perfekt“ den Style von Mai, die einmal mehr zeige, dass sie selbstbewusst und konsequent ihren eigenen Weg gehe und damit nebenbei die Spielregeln einer ganzen Szene verändere, vermeintliche Gesetze in Sachen Musik, Stil und Haltung breche. Niemand sonst schaffe es derzeit so gekonnt und glaubwürdig, die verschiedenen Genres miteinander zu verschmelzen und sich so seine eigene Nische zu schaffen.
Dominik Lippe von laut.de vergab für das Album Metamorphose zwei und fünf möglichen Sternen. Während seiner Rezensionen bezeichnete er Melatonin als „Weichspül-Trap“.

## Chartplatzierungen
Melatonin erreichte in Deutschland Rang 31 der Singlecharts und platzierte sich zwei Wochen in den Top 100. Darüber hinaus platzierte sich das Lied auf Rang 13 der deutschsprachigen Singlecharts, Rang 29 der Streamingcharts sowie Rang 36 der Downloadcharts.
Für Mai als Interpretin ist Melatonin der sechste Charterfolg in Deutschland. Als Autorin ist es nach Happy End ihr zweiter Charthit. ART erreichte sowohl als Autor wie auch als Interpret je zum sechsten Mal die deutschen Singlecharts.